# ناتاليا (مغنية)
ناتاليا (بالإسبانية: Natalia)‏ هي مقدمة تلفزيونية ومغنية إسبانية، ولدت في 11 ديسمبر 1982 في شلوقة في إسبانيا.

## وصلات خارجية
- ناتاليا على موقع IMDb (الإنجليزية)
- ناتاليا على موقع ميوزك برينز (الإنجليزية)
- ناتاليا على موقع ديسكوغز (الإنجليزية)
- ناتاليا على موقع قاعدة بيانات الفيلم (الإنجليزية)